# Lai Châu (thị xã)
Lai Châu is een thị xã in het noordwesten van Vietnam en is de hoofdplaats van de provincie Lai Châu. Lai Châu telt ongeveer 18.000 inwoners.

## Administratieve eenheden
Lai Châu is onderverdeeld in vijf administratieve eenheden. Lai Châu bestaat uit drie phường en twee xã's.
- Phường Đoàn Kết
- Phường Quyết Thắng
- Phường Tân Phong
- Xã Nậm Loỏng
- Xã San Thàng